# سنتز ایندول کداگن-ساندبرگ
سنتز ایندول کداگن-ساندبرگ (به انگلیسی: Cadogan-Sundberg indole synthesis)، یا به شکل ساده سنتز ایندول کداگن، یک نام واکنش در شیمی آلی است که امکان تولید ایندول از اورتو-نیترواستایرن‌ها با استفاده از تری‌آلکیل فسفیت‌ها، مانند تری‌اتیل فسفیت را فراهم می‌سازد.

## سازوکار
ابتدا اورتو-نیترواستایرن با تری‌اتیل فسفیت واکنش می‌دهد و گروه نیترو به یک گروه نیتروزو تبدیل می‌شود. سپس گروه نیتروزو با آلکن واکنش می‌دهد و N-هیدروکسیل‌ایندول تشکیل می‌شود که دوباره با تری‌اتیل فسفیت واکنش داده و ایندول را تشکیل می‌دهد.

## کاربرد
سنتز ایندول کداگن-ساندبرگ به عنوان یک مرحله میانی در سنتز جامع Tjipanazole E استفاده می‌شود.